# 六三花園
六三花園又稱六三園，是上海歷史上曾經存在的一個日本式花園，也曾為上海最大的日本私人花園，遺址位於現今上海市虹口區西江灣路230號。
花園由日本人白石六三郎建造和经营，内建有兩層樓的日式木屋。白石六三郎是一位來自長崎的商人，當時在上海經營麵店，後轉經營高級割烹料亭，叫名六三亭。此外，這座六三園旁還設有由三座神社合併而來的「滬上神社」（非後來虹口公園內的「上海神社」）。1908年，白石六三郎在今西江湾路購買面積為6000坪的土地，1912年前後在此地建造六三花園。建成後該花園向日本人免費開放。1914年，吳昌碩在六三花園舉辦個人書畫展。1919年1月19日，日本總領事在六三花園接見西園寺公望。1922年7月，日本總領事又在花園接見孫中山。一二八事變期間，六三花園遭到日軍轟炸，後又重建。1935年10月21日，魯迅曾在六三花園會晤野口米次郎。1936年左右，白石六三郎逝世，六三園的所有權不再明瞭，有傳言被淞滬會戰後被軍部或其他日本僑民團體接管，六三花園在第二次中日戰爭中遭受嚴重損壞，至1945年抗戰結束，六三花園已遭到毀滅，原址現今已為工房所用。今花園路路名即來源自六三花園。